# 重生中學
重生中學（英語：Chung Sang Middle School），是一所昔日位於香港九龍觀塘裕民坊輔仁街90號、現已關閉的男女子私立中學。該校於1954年創立，1993年因不獲教育署批准參與直接資助計劃而停辦。辦學期間是一所左派學校，樓下為銀都戲院。

## 歷任校長

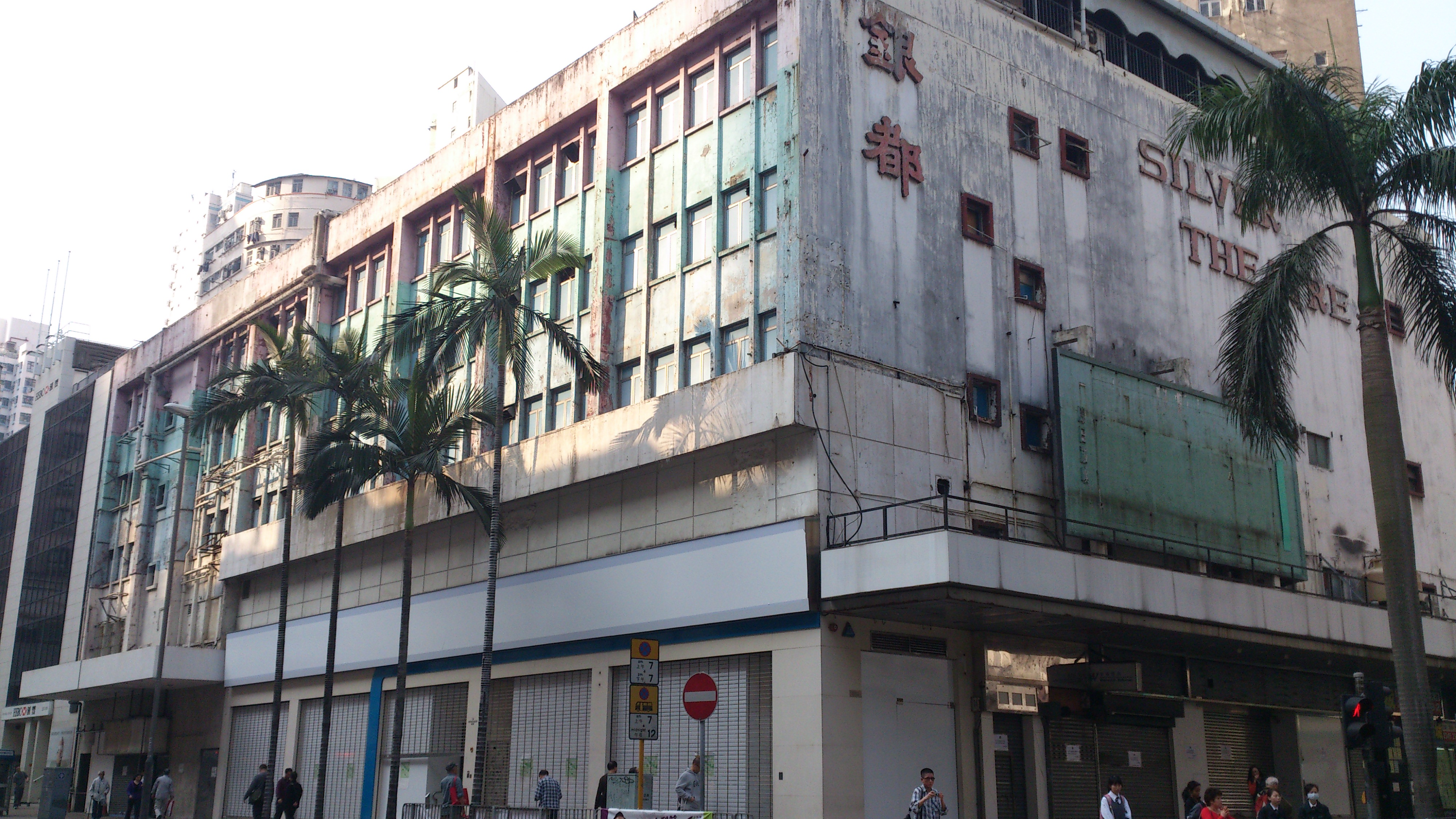
重生中學昔日所在地，位於銀都戲院樓上

- 1968年至？：麥堅彌 先生[5]
- ？至1993年：劉國雄 先生[6][7]

## 歷史
重生中學原名為「重生女子職業夜校」。由於原校長回鄉定居，於是把學校交託予他人續辦，結果由黃若素及劉國雄二人接辦。1954年4月12日，重生女子職業夜校改名「重生職業夜校」，合共開辦四班，學生計有三十二人。直至1957年初，學校再易名為「重生夜校」，校址位於旺角砵蘭街46號；其時設有初級數理化班、高級數學專修班、簿記班、初級與高級漢文專修班等課程，1958年增辦夜中學班。至1959年6月更名為「重生夜中學」。當時學校校舍位於何文田勝利道16號，後由窩打老道遷址至深水埗大埔道104號，分校設於基隆街193號至197號。1962年8月遷到旺角砵蘭街339至345號，以租用勞工子弟民權學校形式及以民權學校小學延續班的名義續辦，並開辦日校中學班級。1968年正式以觀塘輔仁街90號3樓及雲漢街五個商業舖位繼續營運。既設日校，又設夜中學。正校與分校總共有二十二班。
及後在1970年，校方獲得銀行貸款，購入原址三至五樓作為校舍。日校可以由二十二班增擴展到三十三班，而日夜校的學生數目超過一千人。1978年，政府推行九年免費教育政策，以直接分派方式安排學生入讀中一年級。此舉令重生中學日校部在招生方面面臨經濟困難。校董會往後於1986年向教育署將辦學團體註冊成非牟利機構「重生教育機構有限公司」。而且於1980年代已有計劃申請轉型為一所屋邨津貼中學。到了1990年8月應當局推出的直接資助計劃提出轉型申請。最終基於重生中學的校舍不符合條件規定，便於1993年8月停辦。由創校到結校，重生中學曾附設小學部、幼稚園部及夜校。
重生中學的校友於1976年成立了重生校友會，至今仍然運作。

## 著名教師
- 施永青：香港知名地產代理商人、中原地產和中原集團創辦人（1968年至1976年；夜校）[23]

## 著名/傑出校友
- 田啟文（夜校中三）：香港男演員、香港電影工作者總會前會長（2019-2021）[註 1]
- 葉少康，MH（1986年中五）：前香港馬術運動員[24]
- ：中西區區議會主席和衛城選區區議員[24]
- 莫應帆：前香港立法局、市政局和區議會議員[24]
- 周奕希，BBS，JP：前荔景區議員、區域市政局副主席及葵青區議會主席、新界社團聯會名譽顧問[24]
- 盧慧蘭：前祖堯區議員[24]
- 潘炳鴻（1976年中五）：香港書法家、香港聯合國教科文組織協會和平項目顧問（書法）

## 外部連結
- 重生校友會 （页面存档备份，存于）